# Hystorigraphi aciem
Hystorigraphi aciem (pol. Dziejopisa bystrością) – średniowieczna pieśń po łacinie, upamiętniająca narodziny królewicza Kazimierza, syna Władysława Jagiełły i Zofii Holszańskiej
W opracowaniach utwór nazywany jest też Pieśnią na narodziny królewicza Kazimierza. Pieśń zachowała się wraz z nutami w tzw. rękopisie Kras 52. Została ułożona w okazji narodzin królewicza Kazimierza (ur. 16 maja 1426, zm. 2 marca 1427). Pieśń mogła być wykonana z okazji chrztu Kazimierza (2 czerwca 1426).
Autorem muzyki do pieśni był Mikołaj z Radomia (imię autora zostało odnotowane w rękopisie). Tekst pieśni był dawniej błędnie przypisywany Stanisławowi Ciołkowi. Współcześnie przyjmuje się, że autorem tekstu był jakiś twórca o imieniu Mikołaj, np. Mikołaj z Błonia lub kompozytor muzyki do utworu – Mikołaj z Radomia. Utwór jest pokrewny językowo i muzycznie pieśni na narodzenie Władysława Warneńczyka – Nitor inclite claredinis, umieszczonej w tym samym rękopisie. Oba utwory mogły więc mieć tego samego autora tekstu oraz muzyki.
Utwór zbliżony jest gatunkowo do genethliakonu, czyli pieśni pochwalnej z okazji narodzin dziecka. Zawiera pochwały królewicza oraz jego rodziców. Styl utworu jest podniosły. Tekst zawiera wyszukane słownictwo i metafory. W wierszu przeważają trocheje i jamby.
Pieśń składa się z pięciu strof. Dwie pierwsze (sześciowersowe) zawierają wezwanie do radości i wstępne pochwały Kazimierza. Dwie następne (dziewięciowersowe) zawierają symboliczną interpretację daty urodzin oraz pochwałę rodziców. Ostatnia (pięciowersowa) wychwala wielkość narodu i rodu królewskiego, niemającego sobie równych.
Melodia pieśni ma formę motetu, zbliżonego do konwencji balladowej, składającego się z trzech głosów. Najwyższy z nich jest głosem wokalnym, zaś dwa niższe instrumentalnymi. Kompozycja muzyczna podzielona jest na trzy części: pierwsza odpowiada pierwszej i drugiej zwrotce tekstu, druga – trzeciej zwrotce, trzecia – czwartej i piątej zwrotce.